# Nervios lumbares
 Los nervios lumbares son los cinco pares de nervios espinales que emergen de las vértebras lumbares. Se dividen en divisiones posteriores y anteriores. 

## Estructura
Los nervios lumbares son cinco nervios espinales que surgen a ambos lados de la médula espinal por debajo de la médula espinal torácica y por encima de la médula espinal sacra. Surgen de la médula espinal entre cada par de vértebras lumbares y viajan a través del foramen intervertebral. Los nervios se dividen entonces en una rama anterior, que se desplaza hacia adelante, y una rama posterior, que se desplaza hacia atrás e inerva la zona de la espalda. 

### Divisiones posteriores
Las divisiones medias de las ramas posteriores corren cerca de los procesos articulares de las vértebras y terminan en el músculo multífido. Las ramas externas inervan los músculos erectores de la columna.
Los nervios desprenden ramas hacia la piel. Estas perforan la aponeurosis del trocánter mayor. 

### Divisiones anteriores
Las divisiones anteriores de los nervios lumbares ( en latín: rami anteriores ) aumentan de tamaño desde arriba hacia abajo. 
Las divisiones anteriores se comunican con el tronco simpático. Cerca del origen de las divisiones, están unidas por ramas comunicantes grises de los ganglios lumbares del tronco simpático. Estas ramas son en ramas largas y delgadas que acompañan las arterias lumbares alrededor de los lados de los cuerpos vertebrales, debajo del psoas mayor. Su disposición es algo irregular: un ganglio puede transmitir ramas a dos nervios lumbares, o un nervio lumbar puede recibir ramis (ramas) de dos ganglios. Los nervios lumbares primero y segundo, y a veces el tercero y el cuarto están conectados cada uno con la parte lumbar del tronco simpático por una rama comunicante blanca . 
Los nervios pasan oblicuamente hacia afuera detrás del psoas mayor, o entre sus fascículos, distribuyendo filamentos hacia él y hacia el músculo cuadrado lumbar. 
A medida que los nervios viajan hacia adelante, crean plexos nerviosos. Los tres primeros nervios lumbares y la mayor parte del cuarto forman el plexo lumbar. La parte más pequeña del cuarto se une al quinto para formar el tronco lumbosacro, que ayuda a la formación del plexo sacro. 
El cuarto nervio se llama nervio furcal, por el hecho de que está subdividido entre los dos plexos. 

## Divisiones

### Primer nervio lumbar
El primer nervio espinal lumbar (L1) se origina en la columna vertebral desde abajo de la vértebra lumbar 1 (L1). Las tres ramas terminales de este nervio son los nervios iliohipogástrico, ilioinguinal y genitofemoral.

### Segundo nervio lumbar
El segundo nervio espinal lumbar (L2) se origina en la columna vertebral desde debajo de la vértebra lumbar 2 (L2). 
L2 inerva muchos músculos, ya sea directamente o a través de los nervios que se originan en L2. Pueden estar inervados con L2 como origen único, o estar inervados en parte por L2 y en parte por otros nervios espinales. Los músculos son: 
- Músculo cuadrado lumbar (en parte)
- Músculo iliopsoas (en parte)

### Tercer nervio lumbar
El tercer nervio espinal lumbar (L3)  se origina en la columna vertebral desde debajo de la vértebra lumbar 3 (L3). 
L3 inerva muchos músculos, ya sea directamente o a través de los nervios que se originan en L3. Pueden estar inervados con L3 como origen único, o estar inervados en parte por L3 y en parte por otros nervios espinales. Los músculos son: 
- Músculo cuadrado lumbar (en parte)
- Músculo iliopsoas (en parte)
- Músculo obturador externo (en parte)

### Cuarto nervio lumbar
El cuarto nervio espinal lumbar (L4) se origina en la columna vertebral desde debajo de la vértebra lumbar 4 (L4). 
L4 inerva muchos músculos, directamente o a través de los nervios que se originan en L4. No están inervados con L4 como origen único, sino en parte por L4 y en parte por otros nervios espinales. Los músculos son: 
- cuadrado lumbar
- músculo glúteo medio
- músculo glúteo menor
- tensor de la fascia lata
- obturador externo
- gemelo inferior
- cuadrado femoral
- Tibial anterior

### Quinto nervio lumbar
El quinto nervio espinal lumbar 5 (L5) se origina en la columna vertebral desde debajo de la vértebra lumbar 5 (L5). 
L5 inerva muchos músculos, ya sea directamente o a través de los nervios que se originan en L5. No están inervados con L5 como origen único, sino en parte por L5 y en parte por otros nervios espinales. Los músculos son: 
- músculo glúteo mayor principalmente S1
- músculo glúteo medio
- músculo glúteo menor
- tensor de la fascia lata
- tibial anterior
- tibial posterior
- extensor corto de los dedos
- extensor largo del dedo gordo

- Nervio espinal lumbar 3
- Nervio espinal lumbar 4
- Nervio espinal lumbar 5
- La médula espinal con los nervios espinales.
- Esquema del plexo lumbosacro

## Imágenes adicionales
- El plexo lumbar y sus ramas.
- Nervios espinales lumbares. Disección profunda. Vista posterior